# Y'all Ready Know
«Y'all Ready Know» — другий сингл з Shady XV, подвійної компіляції лейблу Shady Records, що вийшла 24 листопада 2014 р. 3 листопада на VEVO-каналі Slaughterhouse відбулась прем'єра відеокліпу.

## Чартові позиції
| Чарт (2014)                  | Найвища позиція |
| ---------------------------- | --------------- |
| US R&B/Hip-Hop Digital Songs | 50              |
| US Rap Digital Songs         | 37              |